# José de Frisinga
José de Frisinga (Joseph von Freising en alemán), también conocido como José de Verona († 17 de enero de 764), fue el segundo obispo de Frisinga (el tercero, si contamos al fundador de la sede frisingense, San Corbiniano), de 747 o 748 hasta su muerte en 764.

## Biografía
No hay evidencia directa de su lugar de nacimiento. Se dice que era nativo de Verona, en Italia (de ahí su nombre alternativo, junto con la predilección que tuvo por San Zenón de Verona), pero es igualmente posible que fuera de la Alta Baviera o del norte Austria (de la región de Salzburgo, que era el centro evangelizador más antiguo de la zona), o tal vez de Tirol.
Presumiblemente fue un monje en la primera fundación monástica de San Corbiniano, la abadía benedictina de Frisinga, la capital elegida en esa época por los duques de Baviera, antes de que fuera nombrado obispo de Frisinga en 747 o 748, el tercero en ocupar el cargo si contamos a San Corbiniano, el segundo si contamos desde que el Obispado de Frisinga fuera oficialmente erigido en 739 por San Bonifacio, con mandato papal. Tuvo la reputación de ser en su cargo un promotor entusiasta y enérgico de los intereses de la Iglesia, mostrando un conocimiento profundo de la importancia de la adquisición de grandes posesiones territoriales para la Iglesia de Frisinga, y altamente eficaz en atraer donaciones, especialmente de tierras, y en seleccionar a los mejores hombres en cargos de importancia en su obispado. De este modo inició la expansión territorial del Obispado de Frisinga como entidad política y no solo espiritual.
Fue uno de los más activos fundadores de iglesias y monasterios en el territorio bajo su cuidado pastoral. En particular, fundó la Abadía de Isen en 752, y la dedicó a San Zenón de Verona, sobre una fundación religiosa anterior de los señores del clan fagana, dueños del territorio del Isental donde se asentó. Estuvo asimismo muy implicado con los respectivos fundadores o patronos-protectores laicos (Vogt; en plural, Vögte) del clan huosi o de familias inmigrantes francas, que sobre todo después del año 750, entre el río Lech y el Isar, fundaron distintos monasterios, como el Monasterio de Polling (hacia 750), el Monasterio de Tegernsee (746 o 765), el Monasterio de Ilmmünster (762), la Abadía de Schäftlarn (762), el Monasterio de Schlehdorf (763/772) o el Monasterio de Scharnitz (763).
En Scharnitz, sus patronos-fundadores huosi dieron al obispo José de Frisinga el poder de supervisión del citado monasterio y el derecho de nombrar a los abades: Su primer nombramiento en el cargo de abad de Scharnitz fue para Arbeo, también llamado Aribo, un año más tarde, sucesor de José como obispo de Frisinga. En Schlehdorf nombró a Atto, más tarde, sucesor de Arbeo como obispo de Frisinga. Atto también se caracterizó por tener gran éxito a la hora de adquirir fincas, granjas y donaciones para la diócesis.

## Enterramiento y culto
Después de su muerte, acaecida el 17 de enero de 764, José fue enterrado en la iglesia-colegiata de la Abadía de Isen que él mismo había ayudado a fundar. Su tumba fue restaurada en 1743. 
La iglesia sobrevivió como la iglesia parroquial de San Zenón de la localidad de Isen, en el proceso de Mediatización y Secularización del Sacro Imperio Romano Germánico (1803), poco tiempo antes de que el propio Sacro Imperio desapareciera en la vorágine de las guerras napoleónicas.
José de Frisinga es venerado por los lugareños como el "Beato José", aunque nunca fue formalmente beatificado. Su festividad se celebra el 17 de enero.